# Бубес Ярослав Григорович
Ярослав Григорович Бубес — український лікар, Заслужений працівник охорони здоров'я України, полковник медичної служби Збройних Сил України.

## З життєпису
Народився 3 лютого 1948 року у Львові.
У 1966 році поступив у Львівський медичний інститут, та після чотирьох курсів перевівся на військово-медичний факультет Саратівського медичного інституту.
Службу розпочав у 1972 році на посаді начальника медичного пункту авіаційної частини в м.Старокостянтинів Хмельницької області. З 1974 по 1980 рік вже керував медичною службою авіаційного полку в м.Чортків Тернопільської області. у той же час продовжував навчання і отримав спеціальність лікаря-отоларинголога. В 1976 році в Московському науково-дослідницькому інституті авіаційної і космічної медицини пройшов п'ятимісячну підготовку з психології для роботи в медичній лабораторії загону космонавтів.
У 1980—1982 роках Ярослав Бубес очолював терапевтичне відділення Мукачівського військового госпіталю. Пізніше тривалий час проходив службу на різних посадах у Львівському військовому госпіталі (на той час 1120 окружний військовий госпіталю Прикарпатського військового округу): З 1982 по 1987 рік — старший ординатор відділення військово-лікарської експертизи льотного складу, з 1987 по 1990 рік — начальник приймального відділення, з 1990 по 1992 рік — начальник медичної частини, та 1992 по 1994 рік — начальник цього госпіталю.
У 1994 році очолив Головний військовий клінічний госпіталь Міністерства оборони України, а у 1996 році з ініціативи Головного військово-медичного управління Ярослав Григорович був переведений на посаду начальника військово-медичного управління Прикарпатського військового округу.
В 1998 році звільнився з лав Збройних Сил України.
В 1999—2001 роках працював на посаді начальника відділу головних медичних спеціалістів Головного військового клінічного госпіталю, з 2001 року — заступник генерального директора (головний лікар) Державного олімпійського учбово-спортивного центру України.
У 2017 році очолив новостворене відділенням відновлювального лікування НВМКЦ «ГВКГ» що займається медичною реабілітацією військових.

## Нагороди та відзнаки
- Медаль «За працю і звитягу»[3]